# Tété-Michel Kpomassie
Tété-Michel Kpomassie (né en 1941) est un voyageur et un écrivain togolais.
Il est principalement connu pour son récit autobiographique L'Africain du Groenland qui retrace son voyage vers l'île boréale au milieu des années 1960, alors qu'il n'était qu'un jeune Africain sans moyens financiers ni connaissances particulières sur la façon d'y parvenir.

## Biographie

### Jeunesse
Tété-Michel Kpomassie naît en 1941 au Togo. Il y reçoit une instruction élémentaire. Pendant son enfance, après un accident impliquant un python, il est destiné par son père à servir au sein d'un culte des serpents. Un jour, il tombe par hasard, dans la librairie jésuite locale, sur un livre parlant du Groenland.
Alors âgé 16 ans et simple cueilleur de noix de coco, vivant toujours dans son pays natal encore sous domination coloniale, il est séduit par cette grande île lointaine, décide de partir pour cet endroit rêvé et mettra plusieurs années pour y parvenir.

### Voyage vers le monde des Inuits
Tété-Michel Kpomassie quitte ainsi la campagne togolaise et entame un voyage improbable, résidant quelques mois dans chacun des pays où il arrive. Il progresse vers l'Afrique de l'Ouest puis parvient à passer en Europe ; en 1957, il passe par Abidjan, puis par Accra et Dakar en faisant une boucle par Nouakchott, avant d'embarquer pour Paris où il restera huit mois puis à Bonn, durant un an et enfin Copenhague, durant trois mois. En 1965, il trouve finalement un navire en partance pour le Groenland et part enfin pour sa vraie aventure.
Lorsqu'il débarque en bateau, cette année-là, les habitants du Groenland (particulièrement les Inuits) voient en lui une sorte de créature diabolique. La surprise est donc très grande pour les indigènes qui connaissent la légende de Toornaarsuk, un géant à la peau noire qui vit dans les montagnes de l'île. Une fois rassurés par les intentions de l'homme, ils lui firent bon accueil et lui apprirent la vie rude des Inuits du Groenland. Il finira lui-même par se ressentir comme un vrai inuk, considérant le Groenland comme sa patrie.

Interviewé par RFI en 2015, l'homme confie à l'âge de 74 ans : 
«  Mon souhait serait d’ailleurs de terminer ma vie au Groenland.  »

### Témoignage littéraire
Tété-Michel Kpomassie raconte son aventure dans L'Africain du Groenland qui paraît en France en 1980 et lui vaut le Prix littéraire francophone international en 1981. Une traduction anglaise paraît en 1983 et est retenue par le New York Times dans sa liste des « Notable Books of the Year » (« Livres remarquables de l'année »). Par la suite, Tété-Michel Kpomassie écrit des articles et des nouvelles qui sont éditées dans des publications en français.

## Œuvres
- L'Africain du Groenland, Paris, Flammarion, 1980  (ISBN 978-2-08-134372-6), préface de Jean Malaurie[7].